# Dmasech
Dmasech también Ngemelis (Isla de Ngemelis), es la isla principal de las Islas Ngemelis, un archipiélago en la nación del Pacífico occidental de Palaos. Se ubica a 35 kilómetros al sureste de Koror, en el sureste del arrecife de Palau.
Dmasech es la mayor de las islas de su grupo, densamente boscosa y despoblada. También es una isla al sudoeste de las Islas Chelbacheb, también conocida como las Islas Rocas de Palaos.
La isla es frecuentemente el blanco de los buceadores recreativos, así como también lo son las inmediaciones de sitios de buceo famosos como el «Blue Hole» (Hoyo Azul).